# Championnats du monde juniors d'athlétisme 1998
Navigation
Édition précédente Édition suivante
Les 7es Championnats du monde juniors d'athlétisme ont eu lieu du 28 juillet au 2 août 1998 à Annecy, en France.

## Résultats

### Hommes
| Épreuves          | Or                                                                                    | Argent                                                                        | Bronze                                                                     |
| 100 m             | Christian Malcolm (GBR) 10 s 12 WJL                                                   | Amar Johnson (USA) 10 s 34 PB                                                 | Dwight Thomas (JAM) 10 s 40                                                |
| 200 m             | Christian Malcolm (GBR) 20 s 44 WJL                                                   | Jairo Duzant (AHO) 20 s 92 NJR                                                | Russell Frye (USA) 20 s 94                                                 |
| 400 m             | Nduka Awazie (NGA) 45 s 54 PB                                                         | Casey Vincent (AUS) 45 s 55 PB                                                | Fawzi al-Shammari (KUW) 45 s 89 NJR                                        |
| 800 m             | William Chirchir (KEN) 1 min 47 s 23                                                  | Wilfred Bungei (KEN) 1 min 47 s 53                                            | Paskar Owor (UGA) 1 min 48 s 20 PB                                         |
| 1 500 m           | Adil Kaouch (MAR) 3 min 42 s 43                                                       | Benjamin Kipkurui (KEN) 3 min 42 s 67                                         | Robert Witt (POL) 3 min 43 s 47                                            |
| 5 000 m           | Million Wolde (ETH) 13 min 47 s 49                                                    | Kipchumba Mitei (KEN) 13 min 49 s 60                                          | Ahmed Baday (MAR) 13 min 49 s 86                                           |
| 10 000 m          | Benson Barus (KEN) 29 min 24 s 28                                                     | Salim Kipsang (KEN) 29 min 36 s 80                                            | Alene Emere (ETH) 29 min 47 s 60                                           |
| 110 m haies       | Staņislavs Olijars (LAT) 13 s 51                                                      | Sharif Paxton (USA) 14 s 10                                                   | Florian Seibold (GER) 14 s 21                                              |
| 400 m haies       | Periklís Iakovákis (GRE) 49 s 82 WJL                                                  | Osiris Martínez (CUB) 50 s 17 PB                                              | Peter Bate (AUS) 50 s 83                                                   |
| 3 000 m steeple   | Reuben Kosgei (KEN) 8 min 23 s 76 WJL                                                 | Abraham Cherono (KEN) 8 min 32 s 24                                           | El Moustapha Mellour (MAR) 8 min 34 s 91 PB                                |
| 10 km marche      | Roman Rasskazov (RUS) 41 min 55 s 95                                                  | Liu Yunfeng (CHN) 42 min 01 s 11                                              | Mario Iván Flores (MEX) 42 min 04 s 55                                     |
| 4 × 100 m         | Jamaïque Steve Slowly Thomas Collin Paul Thompson Roy Bailey 39 s 70 WJL              | États-Unis Casey Combest Dashaun McCullough Amar Johnson Russell Frye 39 s 71 | Allemagne Tobias Unger Stefan Holz Zapletal Jirka Kevin Kuske 39 s 99      |
| 4 × 400 m         | Australie Daniel McFarlane Daniel Batman Aaron Russell Casey Vincent 3 min 4 s 74 WJL | États-Unis Tony Berrian Kevin Baker Brian Swarn Andrew Pierce 3 min 5 s 06    | Jamaïque Sanjay Ayre Leroy Colquhoun Omar Henry Dwayne Miller 3 min 5 s 31 |
| Saut en hauteur   | Alfredo Deza (PER) 2,21 m                                                             | Yin Xueli (CHN) 2,21 m PB                                                     | Aleksandr Veryutin (BLR) 2,21 m PB                                         |
| Triple saut       | Ionuț Pungă (ROU) 16,94 m WJL                                                         | Ivaylo Russinov (BUL) 16,65 m PB                                              | Gregory Yeldell (USA) 16,44 m PB                                           |
| Saut en longueur  | Petar Dachev (BUL) 8,14 m NJR                                                         | Abdulrahman al-Nubi (QAT) 8,11 m AJR                                          | Luis Felipe Méliz (CUB) 7,91 m                                             |
| Saut à la perche  | Pavel Gerasimov (RUS) 5,55 m PB                                                       | Lars Börgeling (GER) 5,50 m                                                   | Paul Burgess (AUS) Adam Ptáček (CZE) Giuseppe Gibilisco (ITA) 5,20 m       |
| Lancer du poids   | Mikulas Konopka (SVK) 18,50 m                                                         | Janus Robberts (RSA) 18,15 m                                                  | Carl Myerscough (GBR) 18,12 m                                              |
| Lancer du disque  | Zoltán Kővágó (HUN) 59,36 m                                                           | Emeka Udechuku (GBR) 57,99 m                                                  | Gabor Mate (HUN) 56,96 m                                                   |
| Lancer du marteau | Olli-Pekka Karjalainen (FIN) 72,40 m CR                                               | Yuriy Voronkin (RUS) 69,66 m                                                  | Wojciech Kondratowicz (POL) 68,93 m                                        |
| Lancer du javelot | David Parker (GBR) 72,85 m                                                            | Gerhardus Pienaar (RSA) 71,16 m PB                                            | Yukifumi Murakami (JPN) 70,72 m                                            |
| Décathlon         | Aki Heikkinen (FIN) 7 476 points                                                      | Thomas Pogey (GER) 7 332 points PB                                            | Jaakko Ojaniemi (FIN) 7 246 points PB                                      |

### Femmes
| Épreuves          | Or                                                                                      | Argent                                                                               | Bronze                                                                               |
| 100 m             | Shakedia Jones (USA) 11 s 19                                                            | Angela Williams (USA) 11 s 27                                                        | Joan Uduak Ekah (NGA) 11 s 50                                                        |
| 200 m             | Muriel Hurtis (FRA) 23 s 22                                                             | Shakedia Jones (USA) 23 s 39                                                         | Sarah Wilhelmy (GBR) 23 s 56                                                         |
| 400 m             | Natalia Nazarova (RUS) 52 s 02                                                          | Nakiya Johnson (USA) 52 s 09 PB                                                      | Yupalis Díaz (CUB) 52 s 39 NJR                                                       |
| 800 m             | Olga Mikayeva (RUS) 2 min 05 s 34                                                       | Jebet Langat (KEN) 2 min 05 s 43                                                     | Naomi Misoi (KEN) 2 min 05 s 77                                                      |
| 1 500 m           | Lan Lixin (CHN) 4 min 10 s 05                                                           | Yimenashu Taye (ETH) 4 min 11 s 97 PB                                                | Bouchra Benthami (MAR) 4 min 12 s 76                                                 |
| 3 000 m           | Yin Lili (CHN) 8 min 57 s 09 PB                                                         | Yimenashu Taye (ETH) 9 min 01 s 70                                                   | Edna Kiplagat (KEN) 9 min 05 s 46                                                    |
| 5 000 m           | Yin Lili (CHN) 15 min 29 s 65 CR                                                        | Faith Jemutai (KEN) 15 min 34 s 48 PB                                                | Meryma Hashim (KEN) 15 min 39 s 57 PB                                                |
| 100 m haies       | Julie Pratt (GBR) 13 s 75                                                               | Sun Hong Wei (CHN) 13 s 75                                                           | Susanna Kallur (SWE) 13 s 77                                                         |
| 400 m haies       | Li Yu Lian (CHN) 55 s 93                                                                | Allison Beckford (JAM) 57 s 19 NJR                                                   | Sun Hong Wei (CHN) 57 s 43                                                           |
| 4 × 100 m         | États-Unis Angela Williams Keyon Soley Myra Combs Shakedia Jones 43 s 52 WJL            | France Celine Thelamon Muriel Hurtis Nadia Imalouan Anne Carole Rapp 44 s 07 NJR     | Jamaïque Tulia Robinson Aleen Bailey Melanie Walker Lisa Sharpe 44 s 61              |
| 4 × 400 m         | Jamaïque Patricia Hall Peta Gaye Gayle Keasha Downer Allison Beckford 3 min 32 s 29 WJL | Russie Svetlana Pospelova Olga Mikayeva Olesya Zykina Natalia Nazarova 3 min 32 s 35 | États-Unis Mikele Barber Myra Combs Demetria Washington Nakiya Johnson 3 min 32 s 85 |
| 5 km marche       | Sabine Zimmer (GER) 21 min 14 s 39                                                      | Jolanta Dukure (LAT) 21 min 17 s 89 NJR                                              | Xue Ailing (CHN) 21 min 28 s 57 PB                                                   |
| Saut en longueur  | Peng Fengmei (CHN) 6,59 m                                                               | Lu Xin (CHN) 6,57 m                                                                  | Maria Chiara Baccini (ITA) 6,55 m NJR                                                |
| Saut en hauteur   | Marina Kuptsova (RUS) 1,88 m                                                            | Marie Norrman (SWE) 1,88 m PB                                                        | Tatyana Efimenko (KGZ) Nevena Lendjel (CRO) 1,84 m                                   |
| Saut à la perche  | Monika Gotz (GER) 4,20 m                                                                | María Mar Sánchez (ESP) Monika Pyrek (POL) 4,10 m NJR                                |                                                                                      |
| Triple saut       | Baya Rahouli (ALG) 14,04 m AJR                                                          | Maria Solomon (RUS) 13,75 m PB                                                       | Marija Martinović (YUG) 13,47 m                                                      |
| Lancer du poids   | Nadzeya Astapchuk (BLR) 18,23 m WJL                                                     | Du Xianhui (CHN) 17,69 m PB                                                          | Nadine Banse (GER) 16,94 m                                                           |
| Lancer du disque  | Liu Fengying (CHN) 60,66 m                                                              | Mélina Robert-Michon (FRA) 55,01 m                                                   | Lacramioara Ionescu (ROU) 54,64 m                                                    |
| Lancer du javelot | Osleidys Menendez (CUB) 68,17 m WJL                                                     | Liang Lili (CHN) 61,72 m PB                                                          | Wei Jianhua (CHN) 59,10 m                                                            |
| Lancer du marteau | Bianca Achilles (GER) 62,22 m CR                                                        | Sini Poyry (FIN) 61,76 m NJR                                                         | Maureen Griffin (USA) 60,14 m                                                        |
| Heptathlon        | Shen Shengfei (CHN) 5 815 points                                                        | Susanna Rajamaki (FIN) 5 721 points                                                  | Viorica Tigau (ROU) 5 720 points PB                                                  |

## Tableau des médailles
| Rang | Nation             | Or | Argent | Bronze | Total |
| ---- | ------------------ | -- | ------ | ------ | ----- |
| 1    | Chine              | 7  | 6      | 3      | 16    |
| 2    | Russie             | 5  | 2      | 0      | 7     |
| 3    | Royaume-Uni        | 4  | 1      | 2      | 7     |
| 4    | Kenya              | 3  | 7      | 2      | 12    |
| 5    | Allemagne          | 3  | 2      | 3      | 8     |
| 6    | États-Unis         | 2  | 7      | 4      | 13    |
| 7    | Finlande           | 2  | 2      | 1      | 5     |
| 8    | Jamaïque           | 2  | 1      | 3      | 6     |
| 9    | Éthiopie           | 1  | 2      | 2      | 5     |
| 10   | France             | 1  | 2      | 0      | 3     |
| 11   | Australie          | 1  | 1      | 2      | 4     |
| 11   | Cuba               | 1  | 1      | 2      | 4     |
| 11   | Roumanie           | 1  | 1      | 2      | 4     |
| 14   | Bulgarie           | 1  | 1      | 0      | 2     |
| 14   | Lettonie           | 1  | 1      | 0      | 2     |
| 16   | Maroc              | 1  | 0      | 3      | 4     |
| 17   | Biélorussie        | 1  | 0      | 1      | 2     |
| 17   | Hongrie            | 1  | 0      | 1      | 2     |
| 17   | Nigeria            | 1  | 0      | 1      | 2     |
| 20   | Algérie            | 1  | 0      | 0      | 1     |
| 20   | Grèce              | 1  | 0      | 0      | 1     |
| 20   | Pérou              | 1  | 0      | 0      | 1     |
| 20   | Slovaquie          | 1  | 0      | 0      | 1     |
| 24   | Afrique du Sud     | 0  | 2      | 0      | 2     |
| 25   | Pologne            | 0  | 1      | 2      | 3     |
| 26   | Suède              | 0  | 1      | 1      | 2     |
| 27   | Antigua-et-Barbuda | 0  | 1      | 0      | 1     |
| 27   | Qatar              | 0  | 1      | 0      | 1     |
| 27   | Espagne            | 0  | 1      | 0      | 1     |
| 30   | Italie             | 0  | 0      | 2      | 2     |
| 31   | Croatie            | 0  | 0      | 1      | 1     |
| 31   | Tchéquie           | 0  | 0      | 1      | 1     |
| 31   | Japon              | 0  | 0      | 1      | 1     |
| 31   | Kirghizistan       | 0  | 0      | 1      | 1     |
| 31   | Koweït             | 0  | 0      | 1      | 1     |
| 31   | Mexique            | 0  | 0      | 1      | 1     |
| 31   | Ouganda            | 0  | 0      | 1      | 1     |
| 31   | Yougoslavie        | 0  | 0      | 1      | 1     |